# Jumătate de adevăr
O jumătate de adevăr este o afirmație înșelătoare care include un fragment de adevăr. Afirmația poate fi parțial adevărată, afirmația poate fi total adevărată, dar numai o parte a întregului adevăr sau poate folosi un element înșelător, cum ar fi punctuația necorespunzătoare sau dubla semnificație, mai ales dacă intenția este de a înșela, de a evita, de a învinovăți sau de a denatura adevărul.

## Scop
Scopul și/sau consecința unei jumătăți de adevăr este de a face ca ceva care este de fapt doar o credință să pară a fi cunoaștere sau o afirmație veridică pentru a reprezenta întregul adevăr sau, eventual, să conducă la o concluzie falsă. Ordinea în care informațiile adevărate și false sunt prezentate într-o "jumătate de adevăr" poate face diferența în credibilitatea finală. Barchetti și colegii săi arată că atunci când două afirmații fără legătură sunt doar împreună cu sintaxa care sugerează cauzalitatea, afirmația este crezută dacă premisa este adevărată (chiar dacă concluzia nu are legătură sau este falsă). În schimb, dacă afirmația falsă este plasată în premisă, este mai puțin probabil ca afirmația combinată să fie crezută. Astfel, ordinea prezentării poate influența credibilitatea unei afirmații pe jumătate adevărate și a fost numită efectul jumătății de adevăr.  Conform teoriei credinței adevărate justificate a cunoașterii, pentru a ști că o anumită propoziție este adevărată, trebuie nu numai să crezi în propoziția adevărată relevantă, ci trebuie să ai și un motiv bun pentru a face acest lucru. O jumătate de adevăr înșeală destinatarul prezentând ceva credibil și folosind acele aspecte ale afirmației care se pot dovedi a fi adevărate ca un motiv bun pentru a crede că afirmația este adevărată în întregime sau că afirmația reprezintă întregul adevăr. O persoană înșelată de o jumătate de adevăr consideră că propoziția este cunoaștere și acționează în consecință.